# Star Wars Celebration

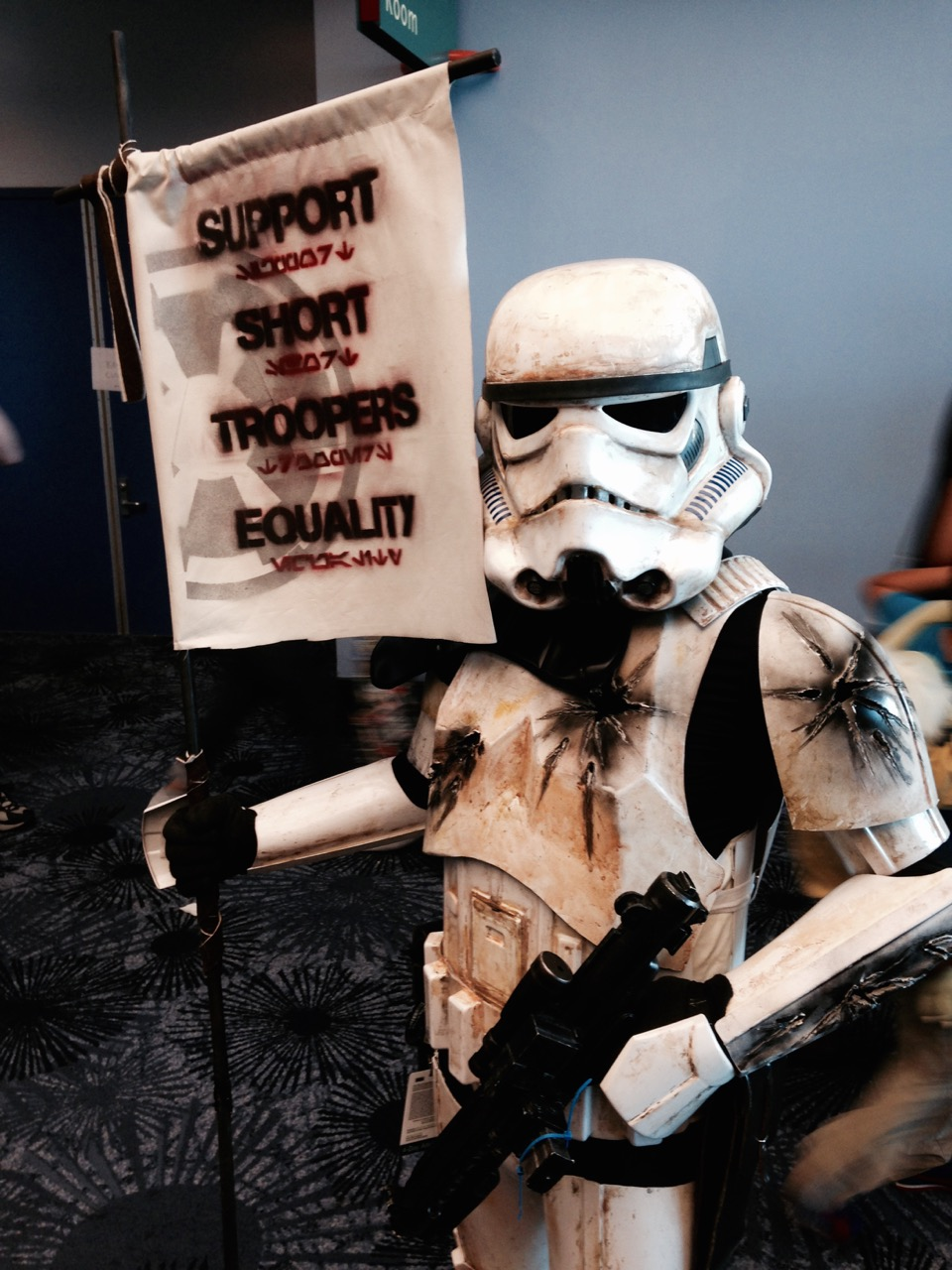
Star Wars Celebration 2015 - Stormtrooper

Star Wars Celebration é uma convenção de fãs celebrar a franquia Star Wars. Tudo começou em 1999, quando a Lucasfilm ajudou a realizar a Star Wars Celebration em Denver, Colorado para celebrar o lançamento de Star Wars Episódio I: A Ameaça Fantasma. Os eventos subsequentes foram realizadas para O Ataque dos Clones e A Vingança dos Sith, bem como honrar o 30º aniversário da liberação dos três filmes originais. Tem ocorrido anualmente desde 2015, em vários locais ao redor do mundo além dos Estados Unidos.

## Visão geral
| Nome                   | Data                            | Local                                       | Cidade                  |
| ---------------------- | ------------------------------- | ------------------------------------------- | ----------------------- |
| Celebration I          | 30 de abril a 2 de maio de 1999 | Wings Over the Rockies Air and Space Museum | Denver, Colorado        |
| Celebration II         | 3–5 de maio de 2002             | Indiana Convention Center                   | Indianapolis, Indiana   |
| Celebration III        | 21–24 de abril de 2005          | Indiana Convention Center                   | Indianapolis, Indiana   |
| Celebration IV         | 24–28 de maio de 2007           | Los Angeles Convention Center               | Los Angeles, California |
| Celebration Europe     | 13–15 de julho de 2007          | ExCeL Exhibition Centre                     | Londres, Reino Unido    |
| Celebration Japan      | 19–21 de julho de 2008          | Makuhari Messe                              | Chiba, Japão            |
| Celebration V          | 12–15 de agosto de 2010         | Orange County Convention Center             | Orlando, Florida        |
| Celebration VI         | 16–19 de agosto de 2012         | Orange County Convention Center             | Orlando, Florida        |
| Celebration Europe II  | 26–28 de julho de 2013          | Messe Essen                                 | Essen, Alemanha         |
| Celebration Anaheim    | 16–19 de abril de 2015          | Anaheim Convention Center                   | Anaheim, California     |
| Celebration Europe III | 15–17 de julho de 2016          | ExCeL London                                | Londres, Reino Unido    |
| Celebration Orlando    | 13–16 de abril de 2017          | Orange County Convention Center             | Orlando, Florida        |